# Кубок Европы по современному пятиборью 1977
Кубок Европы по современному пятиборью среди мужчин проводился в городе Львов с 28 мая по 01 июня 1977 года.
Медали разыгрывались в личном и командном первенстве. В командном первенстве участвовали спортсмены, представляющие спортивные клубы. В зачет шли результаты 4 спортсменов.
Советский Союз представляли пятиборцы Вооруженных Сил СССР.

## Кубок Европы. Мужчины. Личное первенство
В личном первенстве уверенную победу одержал олимпийский чемпион 1976 года польский пятиборец Януш Печак.
| Дисциплина        | Золото                      | Серебро                      | Бронза                                |
| Личное первенство | Я. Печак · Польша · «Легия» | К. Сииф · Венгрия · «Гонвед» | П. Горлов · СССР · «Вооруженные Силы» |

- Итоговые результаты.

| Место | Спортсмен  | Республика, город, спортивное общество | Сумма очков |
| ----- | ---------- | -------------------------------------- | ----------- |
| 1.    | Я. Печак   | Польша, «Легия»                        | 5252        |
| 2.    | К. Сииф    | Венгрия, «Гонвед»                      | 5177        |
| 3.    | П. Горлов  | СССР, «Вооруженные Силы»               | 5135        |
| 4.    | В. Шмелев  | СССР, «Вооруженные Силы»               | 5108        |
| 5.    | П. Леднев  | СССР, «Вооруженные Силы»               | 5086        |
| 6.    | Ю. Голович | Румыния, «Олимпия»                     | 5062        |

## Командное первенство. Победитель и призёры
| Дисциплина           | Золото                                                             | Серебро                   | Бронза                  |
| Командное первенство | Вооруженные Силы СССР · П. Горлов · П. Леднев · В. Шмелев · 20 303 | «Гонвед» Венгрия · 19 922 | «Легия» Польша · 19 653 |

4. «Олимпия» Румыния- 19 157
5. «Фиамме» Италия- 18 467
6. Федерация современного пятиборья Западного Берлина ФРГ- 18 386